# Đối tượng toán học
Một đối tượng toán học là một đối tượng trừu tượng phát sinh trong toán học. Khái niệm này được nghiên cứu trong triết học toán học.
Trong hoạt động toán học, một đối tượng là bất cứ cái gì đã được (hoặc có thể được) chính thức xác định, và với nó người ta có thể thực hiện suy diễn logic và các chứng minh toán học. Các đối tượng toán học thường gặp bao gồm số, hoán vị, phân vùng, ma trận, tập hợp, hàm số, và quan hệ.  Hình học với tư cách là một nhánh của toán học có các đối tượng như lục giác, điểm, đường thẳng, tam giác, đường tròn, mặt cầu, đa diện, không gian topo và không gian đa tạp. Một nhánh khác—đại số—có nhóm, vành, trường, mạng lưới. Các thể loại đồng thời là nhà cho các đối tượng toán học và cũng là các đối tượng toán học. Trong lý thuyết chứng minh, các chứng minh và định lý cũng là các đối tượng toán học.
Trạng thái bản thể luận của các đối tượng toán học đã là chủ đề của nhiều nghiên cứu và tranh luận của các nhà triết học toán học.

## Sách tham khảo
- Azzouni, J., 1994. Metaphysical Myths, Mathematical Practice. Cambridge University Press.
- Burgess, John, and Rosen, Gideon, 1997. A Subject with No Object. Oxford Univ. Press.
- Davis, Philip and Reuben Hersh, 1999 [1981]. The Mathematical Experience. Mariner Books: 156-62.
- Gold, Bonnie, and Simons, Roger A., 2008. Proof and Other Dilemmas: Mathematics and Philosophy. Mathematical Association of America.
- Hersh, Reuben, 1997. What is Mathematics, Really?  Oxford University Press.
- Sfard, A., 2000, "Symbolizing mathematical reality into being,  Or how mathematical discourse and mathematical objects create each other," in Cobb, P., et al., Symbolizing and communicating in mathematics classrooms:  Perspectives on discourse, tools and instructional design. Lawrence Erlbaum.
- Stewart Shapiro, 2000. Thinking about mathematics: The philosophy of mathematics.  Oxford University Press.